# Rebecca Rittenhouse
Rebecca Rittenhouse (n. Los Ángeles, California, el 30 de noviembre de 1988) es una actriz estadounidense. Interpreta a Cody LeFever en la telenovela de ABC, Blood & Oil.

## Biografía
Rittenhouse nació en Los Ángeles, California. Asistió a la Universidad de Pensilvania y más tarde estudió actuación en Atlantic Theater Company en la ciudad de Nueva York. Hizo su Off-Broadway debut actuando con Blythe Danner y Sarah Jessica Parker en Commons of Pensacola escrita por Amanda Peet en el Manhattan Theatre Club durante la temporada 2013 -14.
En 2014, hizo su debut en televisión, apareciendo en el episodio piloto de la serie de drama de Showtime, The Affair. Más tarde en ese año, Rittenhouse fue elegida para el papel regular de Brittany Dobler en la comedia dramática de FOX, Red Band Society. La serie fue cancelada después de una temporada. Rittenhouse fue considerada originalmente para un papel protagonista en la película de superhéroes Deadpool junto con Taylor Schilling, Crystal Reed, y Morena Baccarin, pero perdió la parte contra Baccarin.
En 2015, Rittenhouse fue elegida como un personaje principal  en la serie de ABC, Blood & Oil. Interpreta a Cody LeFever, protagonista de la serie y esposa del personaje de Chace Crawford.

## Filmografía
| Año  | Título                                | Papel             | Notas                                |
| ---- | ------------------------------------- | ----------------- | ------------------------------------ |
| 2011 | Philadelphia, Ti Amo                  | Veronica          | Cortometraje                         |
| 2014 | The Affair                            | Jocelyn           | Episodio: "1"                        |
| 2014 | Red Band Society                      | Brittany Dobler   | Personaje secundario, 13 episodios   |
| 2015 | Blood & Oil                           | Cody LeFever      | Personaje protagonista, 10 episodios |
| 2016 | The Mindy Project                     | Dr. Anna Ziev     | Papel recurrente                     |
| 2017 | Suits                                 | Mayor Bobby Golec | Temporada 7 Capítulo 16              |
| 2018 | Don't Worry, He Won't Get Far on Foot | Bonnie            | Película                             |
| 2018 | Unfriended: Dark Web                  | Serena            | Película                             |
| 2018 | Into the Dark                         | Maggie            | episodio: 1 "the body"               |
| 2019 | Once Upon a Time in Hollywood         | Michelle Phillips | Película                             |